# LNER A4 Mallard
A Mallard (Vadkacsa) egy LNER (London and North Eastern Railway) osztályú A4 4-6-2 Pacific típusú gőzmozdony. Ipartörténeti jelentőségű gép: ő tartja a gőzmozdonyok hivatalos sebességi rekordját.

## Története
Az A4-es mozdonycsaládot Sir Nigel Gresley tervei alapján építették, aki egy németországi útján ismerte fel, hogy a gépeket minél áramvonalasabbá kell tenni, mert így növelhető nagy mértékben a sebességük. Az A4-es ék alakú, áramvonalas testét egy Bugatti-motorkocsi inspirálta, amelyet a tervező Franciaországban látott. A tervezés során a teddingtoni labor szélcsatornáját is felhasználták.
A 4468-as pályaszámú mozdonyt, a későbbi Mallardot 1938-ban építették az angliai Doncasterben. Ez volt az A4-es sorozat első olyan darabja, amelyet Kylchap dupla gőzfúvóval szereltek fel. A mozdony 1963-ig volt szolgálatban, és nagyjából 2,4 millió kilométert futott. Az 1980-as években, a csúcsdöntés 50. évfordulója alkalmából felújították. A mozdony azóta csak néhány rövidebb utat tett meg yorki kiállítóhelye, illetve Scarborough, Harrogate és Leeds között.

## A rekord
A 21 méter hosszú, a szerkocsival együtt 165 tonna súlyú, mindössze négy hónapos Mallard 1938. július 3-án döntötte meg a német birodalmi vasút DRG osztályának 05002-es pályaszámú gőzmozdonya által 1936 óta tartott óránkénti 200,4 kilométeres sebességcsúcsot.
A Mallard hat személykocsival és egy mérőkocsival, a Grantham városától délre található, enyhén lejtő vonalon állította be a ma is érvényes óránkénti 202,6 kilométeres (125 mérföld/óra) sebességet. A rekordkísérlet alatt a mozdonyt Joseph Duddington vezette, aki híres volt arról, hogy szükség esetén jól meghajtja a gépet. A fűtő Thomas Bray volt.
A mozdony, röviddel a rekord megdöntése után megsérült: kiolvadt a középső henger hajtórúdcsapágya. A Mallardot egy másik mozdonynak, egy Ivatt Atlanticnak kellett visszavontatnia a londoni King's Cross pályaudvarra, ahol a sajtó várakozott. A mozdonyt ezután Doncasterbe vitték javításra, de kilenc nappal később ismét szolgálatba állt.

## Jelene
A Mallard jelenleg a brit vasúttörténeti múzeum (National Railway Museum) yorki gyűjteményének darabja. 2010-ben, a yorki múzeum átalakítása miatt, egy másik gőzmozdony, az A1-es Tornado Peppercorn segítségével átköltözött a shildoni kiállítóhelyre. Ezután több hónapon át Németországban, a nürnbergi vasúttörténeti múzeumban volt látható, ahol a Mallard által megdöntött sebességrekord tartója, a DRG osztály 05002-es pályaszámú gőzmozdonya áll. A két legendás gőzös találkozójának aprópóját a német sebességi rekord felállításának 75. évfordulója adta. 2011-ben a Mallard visszatért Yorkba. A hazafelé vezető úton egy másik ismert mozdony, az Olton Hall vontatta. 2013. március 25-én egy nagy-britanniai szavazáson (Great British Innovation Vote) az öt legfontosabb brit találmány, technikai alkotás közé választották.

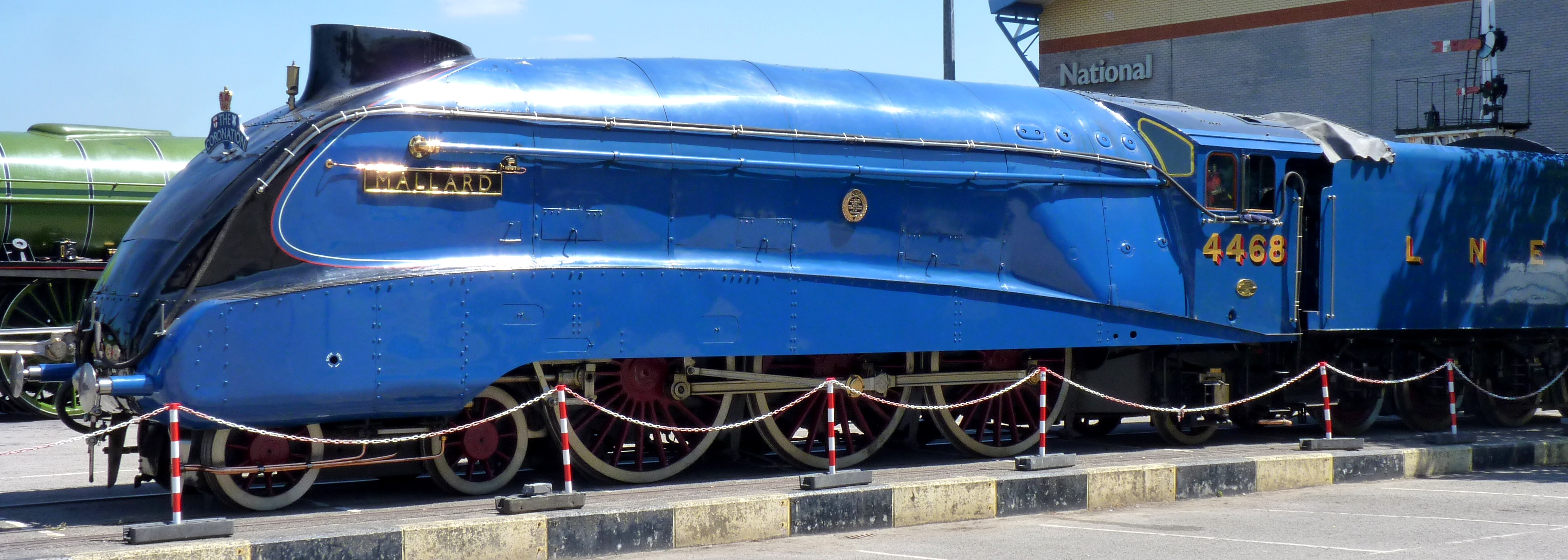
A Mallard a National Railway Museum udvarán 2010-ben

## Érdekesség
- Az NCIS című amerikai sorozat egyik állandó szereplőjét, a patológust Dr. Donald Ducky Mallardnak hívják. Van egy Mallard-modellje, amely több részben feltűnik, így az Ellenség a dombon címűben (IX./190.) is.
- 2013. július 3-án, a Mallard világcsúcsbeállításának 75. évfordulóján valamennyi, a vasútfejlődést túlélő A4-es mozdony látható volt a yorki múzeumben. Ez volt az első alkalom, amikor a Mallard, a Dwight D. Eisenhower, a Dominion of Canada, a Union of South Africa, a Sir Nigel Gresley és a Bittern egy helyen volt.[6]
- A mozdony szerepet kapott a Thomas the Tank Engine: Railway Series: The Great Railway Show c. könyvben.